# Вилла «Ампир»
Ампир (также известна как Белый лебедь) — вилла в посёлке Симеиз в Крыму, расположенный по адресу ул. Владимира Луговского, 10 а, постройки начала XX века в стиле неоклассицизма с элементами модерна. Была сооружённа в 1915 году, предположительно, по проекту главного зодчего Нового Симеиза, военного инженера генерал-майора Я. П. Семёнова, по заказу Елены Григорьевны Кошеверовой. В настоящее время корпус № 5 «Днепр» санатория им. Семашко. Памятник градостроительства и архитектуры регионального значения.

## Дача Ампир
2 октября 1915 года Елена Григорьевна Кошеверова, супруга петербургского личного потомственного гражданина Николая Ивановича Кошеверова, приобрела у владельца Нового Симеиза Ивана Сергеевича Мальцова участки № 15, № 16 и № 17, общей площадью 846 квадратных саженей на тогдашней улице Думбадзе (сейчас ул. Владимира Луговского 10 а). На купленных участках всего за одну зиму 1915 года было возведено двухэтажное здание в стиле неоклассицизма с элементами модерна — одно из самых больших в Новом Симеизе, предположительно, по проекту главного зодчего Нового Симеиза, военного инженера генерал-майора Я. П. Семёнова.
Крутой горный склон укрепили мощной подпорной стеной, северный вход, расположенный на уровне улицы, сделали в виде перекидного моста, украсив входной портал нишами для скульптур, лепными гирляндами и розетками цветов. В вестибюле, для дополнительного освещения, устроили фонарь с гранёными призмами и цветными витражами в духе модерна. Южный и северный фасады оформлены колоннами ионического ордера и открытыми балконами с тяжеловесными балюстрадами, всё в характерной цветовой гамме, в центре здания находится большой вестибюль. Самым интересным элементом оформления считается мозаика в центральном холле, изображающая корабль с алыми парусами, плывущий по лазурному морю. Поскольку большое здание заняло практически всю имеющуюся землю, 5 июля 1916 года был куплен участок № 6 площадью 290 квадратных саженей перед дачей, на котором устроили парк. 19 октября 1919 года все четыре участка вместе с пансионом были проданы одесскому сословному купцу Гилелю Герциановичу Гепнеру

## После революции
16 декабря 1920 года приказом председателя Революционного комитета Крыма были изъяты «из частного владения как разных ведомств, так и частных лиц все имения Южного берега Крыма в районе от Судака до Севастополя включительно» и передавались в ведение специально созданного Управления Южсовхоза. По неподтвержденным данным, Николай Иванович Кошеверов стал жертвой красного террора в Крыму: расстрелян в 1920 году в Багреевке, Елене Григорьевне Кошеверовой с дочерью Надеждой (впоследствии ставшей известным кинорежиссёром, Заслуженным деятелем искусств РСФСР) удалось вернуться в Петроград.
Существуют версии, что в «Белый лебедь» пансион переименовали либо во время ремонта в советское время из-за медальонов на южном фасаде, либо название «перешло» от полностью сгоревшей в 1926 году дачи Лидии Готлибовны Вивденко «Белый лебедь».
В 1921 году виллу «Ампир» преобразовали в санаторий № 40, позже переименованный в «Молот», в конце 1920-х годов переименованный в «имени М. В. Фрунзе», специализировавшимся на лечении нервно-соматических больных. После Великой Отечественной войны оздоровительное здравница возобновила работу в 1949 году, теперь уже по профилю легочных заболеваний. В 1957 году вместе с другими старинными усадьбами пансион вошёл в состав санатория им. Н. А. Семашко под названием корпус «Днепр» (на 60 койко-мест). К 1990-м годам здание виллы сильно обветшало и восстановление началось только в 2008 году:, в первую очередь была реставрирована мозаика в вестибюле.